# Figueiró dos Vinhos
Figueiró dos Vinhos es una villa portuguesa en el distrito de Leiría, região Centro y comunidad intermunicipal de Leiría, con cerca de 3800 habitantes. En el municipio existe una pequeña aldea llamada: "Casal de São Simão". 

## Geografía
Es sede de un municipio con 171,95 km² de área y 5281 habitantes (2021), subdividido en 4 freguesias. Los municipios están limitados al norte por Lousã, al este por Castanheira de Pera y Pedrógão Grande, al sureste por Sertã, al sur por Ferreira do Zêzere, al oeste por Alvaiázere, Ansião y Penela y al noroeste por Miranda do Corvo.

## Demografía
| Gráfica de evolución demográfica de Figueiró dos Vinhos entre 1864 y 2021 |
|                                                                           |
| Datos según el nomenclátor publicado por el INE portugués.                |

### Freguesias
Las freguesias de Figueiró dos Vinhos son las siguientes:
- Aguda
- Arega
- Campelo
- Figueiró dos Vinhos e Bairradas